# Crash Bandicoot: L'isola mutante
Crash Bandicoot: L'isola mutante (Crash Bandicoot: Mutant Island) è un videogioco a piattaforme bidimensionale sviluppato nel 2009 da Vivendi Games Mobile e pubblicato da Glu Mobile per telefoni cellulari, con protagonista il celebre personaggio dei videogiochi Crash Bandicoot della serie omonima.

## Trama
Un gigantesco macchinario volante di Neo Cortex ha rapito Coco, la sorella di Crash. Crash viene svegliato da un bandicoot che gli dà un messaggio di aiuto: anche altri bandicoot sono stati rapiti. Si dirige così alle tre Isole Mutanti, isole abitate da diversi mutanti per trovare e reclutare i tre titani leggendari, che cambiano il clima delle loro isole, raggiungere il castello volante di Cortex e salvare tutti i bandicoot.
Il gioco si basa sulla scia delle avventure degli ultimi due giochi per console di Crash: Crash of the Titans e Crash: Il dominio sui mutanti, fingendo da midquel tra essi. Anche il tipo di prove ricalca le classiche sfide caratteristiche della serie.